# Placówka Straży Granicznej II linii „Krościenko”

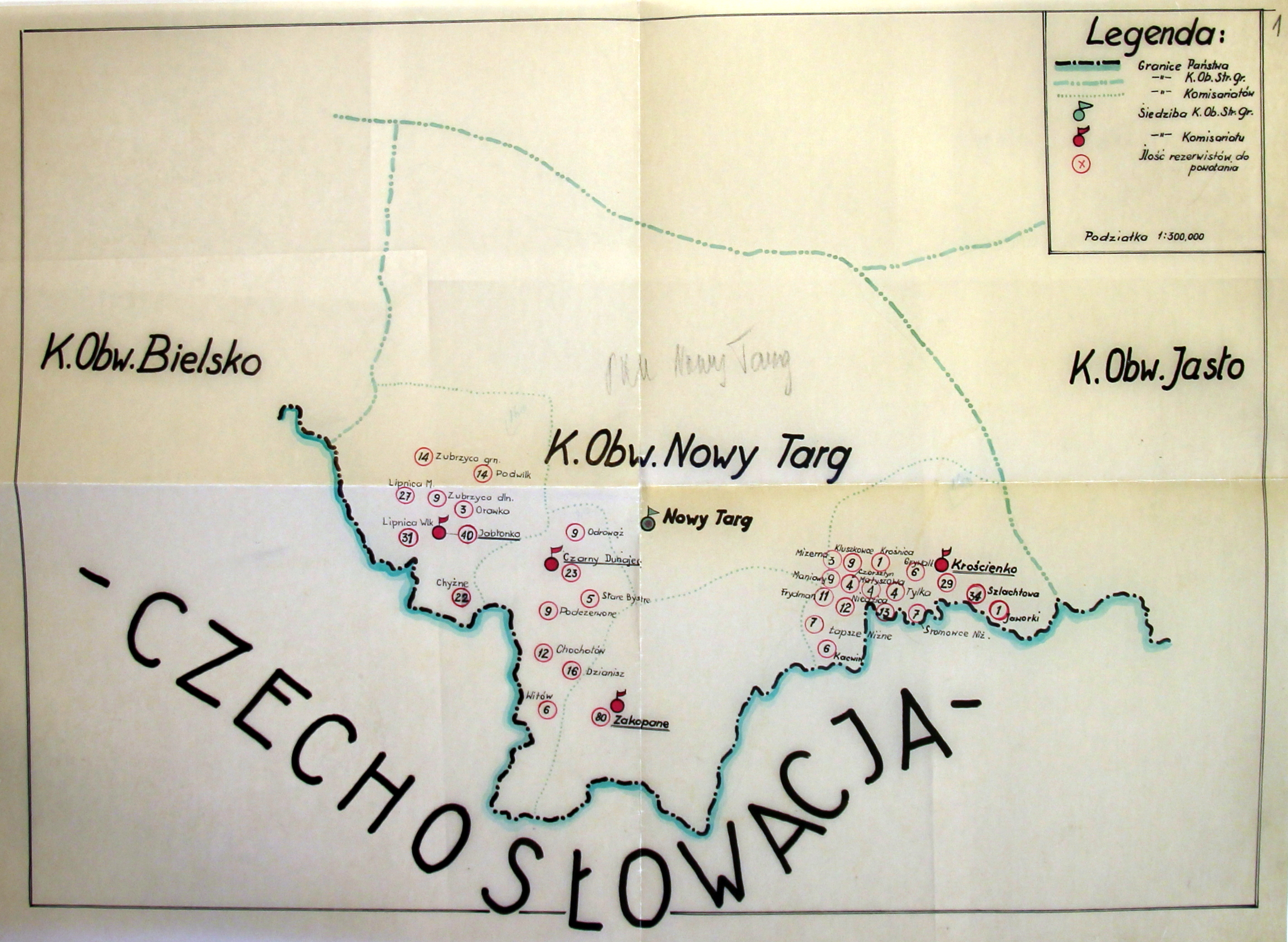
Szkic Obwodu SG „Nowy Targ”

Placówka Straży Granicznej II linii „Krościenko” – jednostka organizacyjna Straży Granicznej pełniąca służbę wywiadowczą na granicy polsko-czechosłowackiej w okresie międzywojennym.

## Formowanie i zmiany organizacyjne
Rozporządzeniem Prezydenta Rzeczypospolitej Polskiej Ignacego Mościckiego z 22 marca 1928 roku, do ochrony północnej, zachodniej i południowej granicy państwa, a w szczególności do ich ochrony celnej, powoływano z dniem 2 kwietnia 1928 roku  Straż Graniczną.
Rozkazem nr 5 z 16 maja 1928 roku w sprawie organizacji Małopolskiego Inspektoratu Okręgowego dowódca Straży Granicznej gen. bryg. Stefan Pasławski określił strukturę organizacyjną komisariatu SG „Krościenko”. Placówka Straży Granicznej II linii „Krościenko” znalazła się w jego strukturze.
Rozkazem nr 4 z 11 października 1932 roku w sprawach organizacji Małopolskiego Inspektoratu Okręgowego i niektórych inspektoratów granicznych', komendant Straży Granicznej płk Jan Jur-Gorzechowski przeniósł  placówkę II linii „Kościelisko” ze składu komisariatu „Czarny Dunajec” do komisariatu „Zakopane”.